# Авраменко, Ольга Сысоевна
Ольга Сысоевна Авраменко (бел. Вольга Сысоеўна Аўраменка; род. 23 ноября 1934, Уваровичи, Белорусская ССР) — советский, белорусский педагог. Народный учитель СССР (1979).

## Биография
В 1956 году окончила Гомельский педагогический институт им. В. Чкалова.
С 1956 года — учительница русского языка и литературы Уваровицкой средней школы Буда-Кошелевского района.
Депутат Верховного Совета Белорусской ССР с 1980. Член комиссии по делам молодежи в Верховном Совете БССР. Делегат XXVII съезда КПСС. Секретарь партийной организации Уваровичской СШ.
Стала одной из первых, кто получил почетное звание «Народный учитель СССР».

## Звания и награды
- Заслуженный учитель Белорусской ССР (1973)
- Народный учитель СССР (1979)
- Орден «Знак Почёта» (1979)
- Медаль «Ветеран труда»
- Учитель-методист Белорусской ССР
- Учитель-методист СССР
- Отличник просвещения СССР
- Грамота Верховного Совета Белорусской ССР
- Почётные грамоты Министерства образования Белорусской ССР
- Почётный гражданин Буда-Кошелевского района.